# Supercopa Russa de Voleibol Masculino de 2009
A Supercopa Russa de Voleibol Masculino de 2009 foi a 2.ª edição deste torneio organizado anualmente pela Federação Russa de Voleibol (em russo:  Всероссийская федерация волейбола, VFV). A competição ocorreu na cidade de Cazã e participaram do torneio a equipe campeã da Superliga Russa de 2008-09 e da Copa da Rússia de 2008.
O Dínamo Moscou se sagrou campeão pela segunda vez da competição ao derrotar o Zenit Kazan por 3 sets a 1.

## Formato da disputa
O torneio foi disputado em partida única.

## Equipes participantes
| Equipe        | Cidade | Qualificação                          | Última participação |
| ------------- | ------ | ------------------------------------- | ------------------- |
| Zenit Kazan   | Cazã   | Campeão da Superliga Russa de 2009-10 | 2008                |
| Dínamo Moscou | Moscou | Campeão da Copa da Rússia de 2008     | 2008                |

## Resultado
| Data  | Hora |             | Placar |               | Set 1 | Set 2 | Set 3 | Set 4 | Set 5 | Total  | Relatório |
| ----- | ---- | ----------- | ------ | ------------- | ----- | ----- | ----- | ----- | ----- | ------ | --------- |
| 3 out |      | Zenit Kazan | 1–3    | Dínamo Moscou | 22–25 | 22–25 | 27–25 | 22–25 |       | 93–100 | Relatório |

## Premiação
| Supercopa Russa de 2009           |
| --------------------------------- |
| Dínamo Moscou Campeão (2° título) |